# Oriol Busquets
Oriol Busquets Mas (Sant Feliu de Guíxols, Gerona, 20 de enero de 1999) es un futbolista español que juega en la posición de centrocampista en el K. A. S. Eupen de la Segunda División de Bélgica.

## Trayectoria
En su primera campaña en el Juvenil A, con 17 años, alternó la posición de pivote con la de interior y en la temporada 2016-17 formó parte del F. C. Barcelona "B" dirigido por Gerard López que ascendió a la Segunda División.
En la temporada 2017-18 debutó en la Segunda División con el filial azulgrana. El 29 de noviembre de 2017 debutó con el primer equipo en el partido correspondiente a la vuelta de dieciseisavos de final de la Copa del Rey frente al Real Murcia.
El 27 de agosto de 2019 el conjunto azulgrana hizo oficial su cesión al F. C. Twente hasta final de temporada. Tras la misma regresó a Barcelona, donde permaneció una campaña más hasta la finalización de su contrato y después de no llegar a un acuerdo para ampliarlo.
El 28 de agosto de 2021 firmó por tres temporadas con el Clermont Foot 63. Después de un año en el que jugó diez partidos, el 20 de julio de 2022 fue fichado por el F. C. Arouca de Portugal.
El 24 de enero de 2025 regresó al fútbol español después de unirse al F. C. Andorra. Participó en siete encuentros en lo que quedaba de temporada y en julio firmó por dos años con el K. A. S. Eupen.

## Clubes
| Club                  | País         | Año       |
| --------------------- | ------------ | --------- |
| F. C. Barcelona "B"   | España       | 2017-2021 |
| F. C. Twente (cedido) | Países Bajos | 2019-2020 |
| Clermont Foot 63      | Francia      | 2021-2022 |
| F. C. Arouca          | Portugal     | 2022-2025 |
| F. C. Andorra         | Andorra      | 2025      |
| K. A. S. Eupen        | Bélgica      | 2025-     |